# Marijina smrt (van der Goes)
Marijina smrt je slika v olju na hrastovi plošči flamskega slikarja Huga van der Goesa. Dokončana okoli 1472–80, prikazuje Devico Marijo na smrtni postelji, obkroženo z dvanajstimi apostoli. Prizor je izposojen iz Legenda aurea Jacobsa de Voraginea iz 13. stoletja, ki opisuje, kako so bili apostoli, na Marijino prošnjo, pripeljani na oblakih angelov v hišo blizu gore Sion, da bi bili z njo v zadnjih treh dneh. Tretji dan se je nad njeno posteljo pojavil Jezus v svetlobi, obkrožen z angeli, da bi sprejel njeno dušo takrat, ko je bilo njegovo ime končno omenjeno.  Tri dni kasneje se je spet pojavil, da je sprejel njeno telo.

## Zgodovina in opis
Marijina smrt je bila skoraj zagotovo naslikana po naročilu in skupaj z oltarjema Monforte in Portinari je eno najpomembnejših van der Goesovih del. Verjetno je ena njegovih zadnjih končanih slik, preden je umrl. Po besedah umetnostnega zgodovinarja Till-Holgerja Borcherta tabla »sodi med najbolj impresivne in umetniško zrele dosežke staronizozemskega slikarstva«. Po besedah Lorna Campbella je slika van der Goesa »najbolj samosvoja mojstrovina«.
Marijina soba je polna dvanajstih apostolov, ki v različnih položajih stojijo okoli Marijine postelje, ki je pravkar umrla. Kristus se z ogrinjalom, ki ga podpirajo angeli, v nebesih pojavi v svetleči aureoli, zavzame edini prostor, prost od zemeljskih figur in razprostre roke z iztegnjenimi dlanmi, ki prikazujejo rane mučeništva in s tem njegovo zmago proti smrti. Marijina postelja je nagnjena, verjetno navdihnjena z grafiko Martina Schongauerja (ok.1470), in daje učinek izkrivljanja razmerij in klavstrofobije, ki celoti daje učinek visoke dramatičnosti, kljub razmeroma mirnim obrazom apostolov. Med njimi prepoznamo Petra v duhovniški halji, ki drži svečo, ki naj bi jo prižgali, v skladu s krščanskim pogrebnim obredom. Zelo prijeten je opisni realizem, ki je rezerviran za obraze, skrbno individualiziran in izklesan v iskanju introspekcije ter za roke, ujete v raznoliko paleto kretenj. Za zaveso se premakne v desno še ena luč. Izjemen je nabor barv, večinoma mrzlih in utišanih, med katerimi v središču izstopa modrina Marijinega ogrinjala, ki ga okrepijo bližnji apostoli, oblečeni v rdečo obleko in prevzeti Kristusovo obleko v svetlejši senci, tudi v tem primeru ojačan z vijoličnim plaščem.
Smrt pomeni prelom v slogu van der Goesa; črta je postala pomembnejša, nastavitev je odpravljena, slika nima globine in je tesno krčena samo s posteljo, vrati in telesom Marije, ki dajejo prostorske kazalnike. Znan je po tem, da apostolov ni prikazal niti na tradicionalen idealiziran način niti kot običajne tipe figur, temveč jih predstavlja kot edinstvenega posameznika in svojo žalost prikazuje skozi vrsto izrazov in kretenj, od žalosti in obupa do empatije in sočutja. Ker umetnik ni uporabil tradicionalne upodobitve, je težko prepoznati vsakega apostola.
Delo je med najbolj znanimi in slavnimi izmed številnih slik o Marijini smrti, pripisanih van der Goesu ali sledilcem. Nekateri umetnostni zgodovinarji, vključno s Friedrichom Winklerjem (1964), verjamejo, da je naslikal vsaj tri različice, čeprav je splošno sprejeto, da so pripravljalne skice, narejene za bruggško delo, kasneje kopirali kot slike sledilci s konca 15. stoletja. Dve podobni sliki v berlinskem državnem muzeju, Narodni galeriji v Londonu, pripisujejo kot »po van der Goesu«. Običajno se šteje, da gre za kasnejše različice perorisbe na papirju v muzeju Herzog Anton Ulrich, Brunswick, verjetno kopije originalne pripravljalne skice van der Goesa. Ta dela so podobna bruggškim slikam, vendar prikazujejo prizor v obratni smeri. Infrardeča fotografija kaže, da je bila kompozicija načrtovana zelo podrobno, preden je bila uporabljena kot podris. Umetnostni zgodovinar Lorne Campbell piše: »Mogoče je, da risba v Brunswicku odraža eno njegovih prvih idej za bruggško sliko in da slike v Berlinu, Pragi in Londonu odmevajo, čeprav daleč, kasnejša faza njegovega razvoja bruggške kompozicije. 
Slika je bila predmet intenzivnih razprav glede njenega datuma in pomena. Van der Goes je zadnja leta svojega življenja preživel potopljen v depresijo. Številni umetnostni zgodovinarji, vključno z Maxom Friedländerjem, gledajo na delo kot na slikano okoli leta 1480, ko je umetnik prvič začel kazati znake duševnega trpljenja in ga tako obravnavati kot izraz njegove bolezni. Umetnikovo pozno življenje - umrl je leta 1482 ali 1483 - dovzetnost za depresijo in norost je leta 1863 v kroniki odkril njegov sodobnik Gaspar Ofhuys, ki je zabeležil noč leta 1480, ko je van der Goes navdušeno govoril o tem, kako je obsojen, izgubil dušo in poskušal storiti samomor, zato so ga morali na silo pridržati.
Ta pripoved je močno prispevala k vrednosti slike v očeh slikarjev s konca 19. stoletja. Vincent van Gogh v svojih pismih trikrat omenja van der Goesa, prvič leta 1873 svojemu bratu Theu in še dvakrat, ko je zapisal, da se je identificiral s portretom van der Goesa na čustveno upodobljeni sliki Emilea Wautersa iz leta 1872 Hugo van der Goes na zdravljenju v Rdečem samostanu. Umetnostni zgodovinar Erwin Panofsky je van der Goesa opisal kot »prvega umetnika, ki je izpolnil koncept, ki ga v srednjem veku ni poznal, a ga je evropski um negoval že od nekdaj, koncept genija, ki je bil s svojo raznolikostjo od običajnih ljudi blagoslovljen in preklet«. Panofsky v nadaljevanju opisuje, kako ploskost dela predstavlja »iracionalnost prostora, svetlobe, barv, izraz umetnikove duševne bolezni«.
Drugi umetnostni zgodovinarji, med njimi Dirk de Vos in Susan Koslow, to tezo zavračajo in trdijo, da popolnoma individualizirano pojmovanje scene ne bi bilo sprejemljivo za naročnike slike. Po njihovem mnenju je zmanjšan in pogodbeni način dela posledica želje po »poudarjanju slovesnosti dogodka in njegove čudežne narave, zato se je van der Goes morda odločil, da bo materialno bogastvo moteče in neskladno«.
Van der Goes je bil zelo napreden in izviren umetnik, a hkrati močno pod vplivom sodobnih in predhodnih umetnikov. Navdih za to delo najdemo v Petrusa Christusa Marijina smrt iz okoli 1457–67 in v delih, pripisanih delavnici Rogierja van der Weydna. Slika je zelo podobna istoimenski gravuri Martina Schongauerja iz okoli leta 1470–75, zlasti v celotnem tonu in razpoloženju, upodobitvi Marije in upodobitvi apostolov, ki sedijo na Marijini levi. Kljub temu obstajajo pomembne razlike; postelja v Schongauerjevi gravuri ima nadstrešek in razporeditev apostolov je v obeh delih zelo različna. Schongauer je datiran najkasneje v 1475 in gre za pomembno in včasih ostro in razhajajočo kritično razpravo o tem, katero delo je bilo prvo.